# Hermann Gullasch
Hermann Gullasch (* 27. Februar 1900 in Lübbenau/Spreewald; † 24. September 1969 in Bremerhaven) war ein Kommunalbeamter und Oberbürgermeister (SPD) von Bremerhaven.

## Biografie
Gullasch war der Sohn eines Bahnbeamten. Nach seinem Besuch der Volksschule absolvierte er eine Verwaltungslehre in Lübbenau und war bis 1922 Verwaltungsgehilfe beim Magistrat der Stadt Lübbenau. Er besuchte die Verwaltungsfachschule Berlin und die Verwaltungsakademie Hamburg. 1933 absolvierte er die Diplomprüfung als Kommunalbeamter. Er engagierte sich in den 1920er Jahren für die SPD und die Gewerkschaft. 1933 wurde er von den Nationalsozialisten deshalb aus dem Staatsdienst entlassen. Er war bis 1939 bei einer Großhandlung und bei einer Lebensversicherung beschäftigt. Von 1939 bis 1945 war er Soldat im Zweiten Weltkrieg und bis August 1945 Kriegsgefangener. Danach wurde ihm die Leitung des Steueramtes in Hamburg übertragen.
Im Juni 1946 wurde er zum Oberstadtdirektor von Wesermünde ernannt. Bei der Wahl zum Oberbürgermeister von Bremerhaven durch die Stadtverordnetenversammlung setzte er sich 1948 als Sozialdemokrat mit den Stimmen der CDU, der FDP, der DP und der KPD gegen den bisherigen Oberbürgermeister Gerhard van Heukelum (SPD) durch. Van Heukelum hatte die Stadt Wesermünde in Bremerhaven umbenannt und die Stadt in die Freie Hansestadt Bremen eingegliedert, wobei das Hafengebiet bei der Stadt Bremen verblieb; diese Politik wurde von den Parteien, die Gullasch unterstützten, nicht befürwortet. Gullaschs Verhältnis zu seiner SPD war dadurch stark belastet.
In seiner Zeit wurden u. a. das Weserbad und das Stadttheater Bremerhaven eröffnet, die Siedlungen Am Bürgerpark in Geestemünde, Auf dem Eckernfeld in Lehe, Brillenmoor und Grünhöfe in Geestemünde gebaut, die erste Fahrgastanlage Columbusbahnhof auf der Columbuskaje errichtet und der Fischereihafen ausgebaut. 1954 hatte er Probleme mit der CDU, DP und FDP, als es um die Beschlagnahme von Grundstücken (Blink-Affäre) für amerikanische Bauvorhaben ging. Zugleich weiteten sich die Konflikte mit dem Senat der Freien Hansestadt Bremen aus, welcher ihn von seinen Sitzungen ausschloss. Die SPD bereitete einen Misstrauensantrag gegen ihn vor. Am 3. März 1957 trat Gullasch noch vor der Entscheidung als Oberbürgermeister zurück. Zum Nachfolger wurde im Februar 1958 Bodo Selge (SPD) gewählt.